# مسابقات فرمول یک فصل ۲۰۰۶
مسابقات فرمول یک فصل ۲۰۰۶ در سال ۲۰۰۶ میلادی برگزار شد. در این مسابقات فرناندو آلونسو (به انگلیسی: Fernando Alonso) از تیم رنو و با موتور رنو به قهرمانی رسید و در مجموع صاحب ۱۳۴ امتیاز شد.